# Бони Тајлер
Гејнор Хопхинс (енгл. Gaynor Hopkins; рођена 8. јуна 1951), професионално позната као Бони Тајлер (енгл. Bonnie Tyler), је британскa поп и рок певачица, препознатљива ко свом храпавом гласу.
Популарност је стекла крајем 70-их и током 80-их година 20. века са  међународним хитовима “It's a Heartache”, “Total Eclipse of the Heart” и  “Holding Out for a Hero”, који се налазе међу најпродаванијим сингловима свих времена.
Током каријере је издала 17 студијских албума, а трипут је била номинована за Греми награду. Представљала је Уједињено Краљевство на Песми Евровизије 2013. у Малмеу са песмом Believe in Me.

## Дискографија

### Албуми
- “” (1977)
- “” (1978)
- “” (1979)
- “” (1981)
- “” (1983)
- “” (1986)
- “” (1988)
- “” (1991)
- “” (1992)
- “” (1993)
- “” (1995)
- “” (1998)
- “” (2003)
- “” (2004)
- “” (2005)
- “” (2013)
- “” (2019)